# Flogen (Orsa socken, Dalarna)
Flogen är en sjö i Orsa kommun i Dalarna och ingår i Dalälvens huvudavrinningsområde.